# Muddy Creek (Little Snake River)
Der Muddy Creek (engl. für „schlammiger Fluss“) ist ein etwa 207 Kilometer langer rechter Nebenfluss des Little Snake River im US-Bundesstaat Wyoming.

## Flusslauf
Der Muddy Creek entspringt in der Sierra Madre Range, ein Gebirgszug der Rocky Mountains, 3,5 km nordöstlich des 2509 m hohen Rendle Butte auf einer Höhe von etwa 2320 m. Das Quellgebiet liegt unweit der nordamerikanischen kontinentalen Wasserscheide. Der Muddy Creek fließt in einem Linksbogen, anfangs nach Nordwesten, später nach Westen und schließlich nach Süden. Der Wyoming Highway 789 folgt dem Flusslauf in südlicher Richtung. Der Muddy Creek mündet schließlich bei Baggs in den nach Westen fließenden Little Snake River. Der Muddy Creek durchfließt eine aride wüstenhafte Landschaft. Er weist ein stark mäandrierendes Verhalten auf.

## Hydrologie
Das Einzugsgebiet des Muddy Creek beträgt 3254 km². Das effektive Einzugsgebiet umfasst 3073 km². Der mittlere Abfluss (MQ) an der Mündung beträgt 0,4 m³/s. Der Fluss führt im März die größten Wassermengen.